# Cyanoramphus cookii
Il parrocchetto di Norfolk (Cyanoramphus cookii Gray, 1859) è un uccello della famiglia degli Psittaculidi.
È endemico di Norfolk (un'isola del Mar di Tasman situata a metà strada tra Australia, Nuova Zelanda e Nuova Caledonia), di cui è anche l'uccello emblema. Un tempo era ritenuto una sottospecie del parrocchetto fronterossa della Nuova Zelanda. Secondo gli studiosi Christidis e Boles questa sottospecie sarebbe strettamente imparentata con il parrocchetto di Lord Howe, ad essa più vicina geograficamente, e andrebbe classificata insieme ad esso in un taxon a cui è stato dato il nome di parrocchetto di Tasman. Gli studiosi hanno deciso di utilizzare l'appellativo «di Tasman» in ragione del fatto che tale nome viene usato per indicare anche altre specie con un areale simile. Tuttavia non è stato possibile analizzare sequenze del DNA di parrocchetto di Lord Howe e la classificazione suddetta è valida solo da un punto di vista ipotetico.
Il parrocchetto di Norfolk vive nelle foreste umide di pianura e nelle piantagioni. È minacciato dalla deforestazione.
Nel 1994 la popolazione di questo parrocchetto era scesa ad appena 4 femmine adulte e 28-33 maschi, ma da allora il suo numero è nuovamente aumentato a 200-300 esemplari. Si incontra solamente nel Parco Nazionale dell'Isola di Norfolk e nelle aree circostanti.